# IBM Eagle
IBM Eagle é um processador quântico de 127 qubits. IBM afirma que não pode ser simulado por nenhum computador clássico. É duas vezes maior que o Jiuzhang 2 da China. Foi revelado em 16 de novembro de 2021 e foi afirmado como o processador quântico mais poderoso já feito até novembro de 2022, quando o IBM Osprey o superou com 433 qubits. É quase duas vezes mais poderoso que seu último processador, o 'Hummingbird', que tinha 65 bits quânticos e foi criado em 2020. A IBM acredita que os processos usados na criação do 'Eagle' serão a base para seus futuros processadores.